# Даббаджян, Эммануэль
Эммануэль Даббаджян (англ. Emmanuel Dabbaghian ICPB, 26 декабря 1933, Халеб, Сирия — 13 сентября 2018) — католический прелат, архиепископ багдадский Армянской католической церкви, член монашеской Патриаршей конгрегации из Бзоммар.

## Биография
Эммануэль Даббаджян родился 26 декабря 1933 года в городе Халеб, Сирия. 25 декабря 1967 года был рукоположён в священника. Эммануэль Даббаджян был настоятелем армянского католического прихода в Тбилиси и ректором семинарии с 23 августа 2003 по 2006 год. В это же время он отвечал за армянских католиков в Грузии.
13 сентября 2006 года Синод Армянской католической церкви, проходивший в Ливане, выбрал Эммануэля Даббаджяна на кафедру багдадской архиепархии. 26 января 2007 года Римский папа Бенедикт XVI утвердил решение Синода. 4 августа 2007 года Эммануэль Даббаджян был рукоположён в епископа.
9 октября 2017 года подал в отставку. Скончался 13 сентября 2018 года.